# Interacciones humanas con los insectos

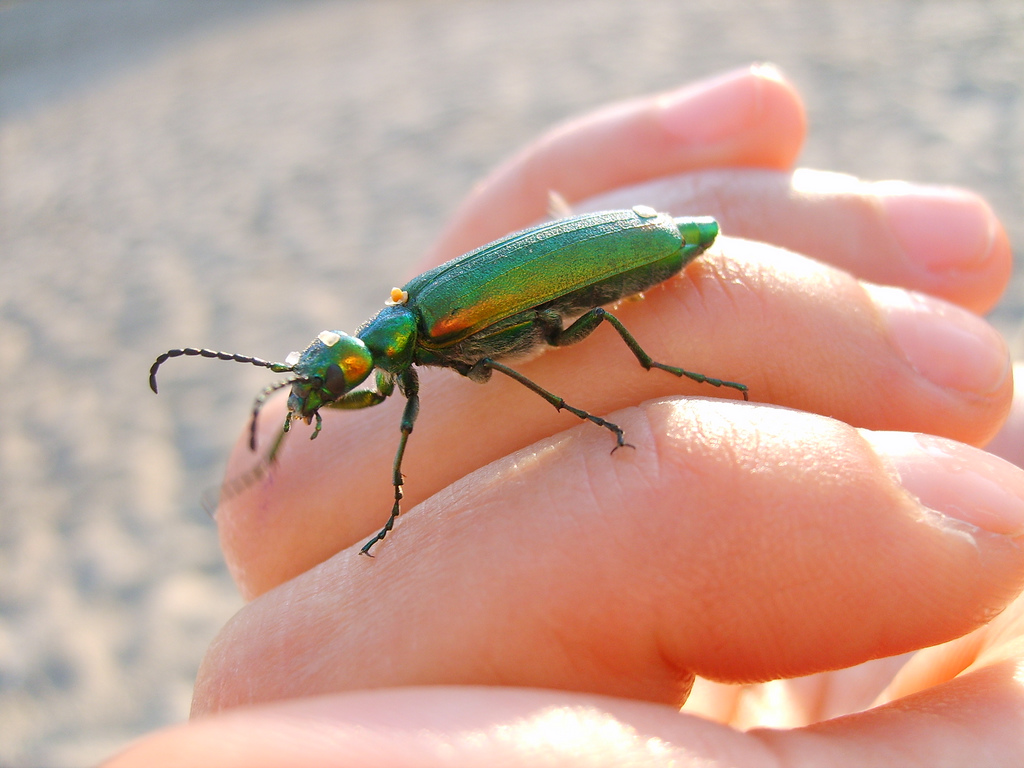
A la "mosca española", Lytta vesicatoria, se le atribuyen propiedades medicinales y afrodisíacas, entre otras.

Las interacciones humanas con los insectos se refieren a las relaciones ejercidas recíprocamente entre humanos e insectos, que incluyen una amplia variedad de aspectos, ya sean prácticos, como alimentos, textiles y colorantes, o simbólicos, como en el arte, la música y la literatura, como interacciones negativas, incluidos los daños a las cosechas y los grandes esfuerzos por controlar las plagas de insectos.
Desde el punto de vista académico, la interacción de los insectos y la sociedad se ha tratado en parte como entomología cultural, que se ocupa sobre todo de las sociedades "avanzadas", y en parte como etnoentomología, que se ocupa sobre todo de las sociedades "primitivas", aunque la distinción es débil y no se basa en la teoría. Ambas disciplinas académicas exploran los paralelismos, las conexiones y la influencia de los insectos en las poblaciones humanas, y viceversa. Tienen sus raíces en la antropología y la historia natural, así como en la entomología, el estudio de los insectos. Otros usos culturales de los insectos, como el biomimetismo, no se encuadran necesariamente en estas disciplinas académicas.
En términos más generales, la gente hace un amplio abanico de usos de los insectos, tanto prácticos como simbólicos. Por otro lado, las actitudes hacia los insectos suelen ser negativas y se hacen grandes esfuerzos para matarlos. El uso generalizado de insecticidas no ha logrado exterminar ninguna plaga de insectos, pero ha provocado resistencia a los productos químicos de uso común en mil especies de insectos.
En la ciencia, la mosca de la fruta es un importante organismo modelo en genética, y en la guerra, donde los insectos se utilizaron con éxito en la Segunda Guerra Mundial para propagar enfermedades entre las poblaciones enemigas. Un insecto, la abeja melífera, proporciona miel, polen, jalea real, propóleo y un péptido antiinflamatorio, la melitina; sus larvas también se comen en algunas sociedades. Entre los usos médicos de los insectos está la terapia con gusanos para desbridar heridas. Se han identificado más de mil familias de proteínas en la saliva de los insectos hematófagos, que pueden proporcionar fármacos útiles como anticoagulantes, vasodilatadores, antihistamínicos y anestésicos.
Entre sus usos simbólicos se encuentran el arte, la música (con muchas canciones protagonizadas por insectos), el cine, la literatura, la religión y la mitología. Los disfraces de insectos se utilizan en producciones teatrales y en fiestas y carnavales.

## Entomología cultural y etnoentomología

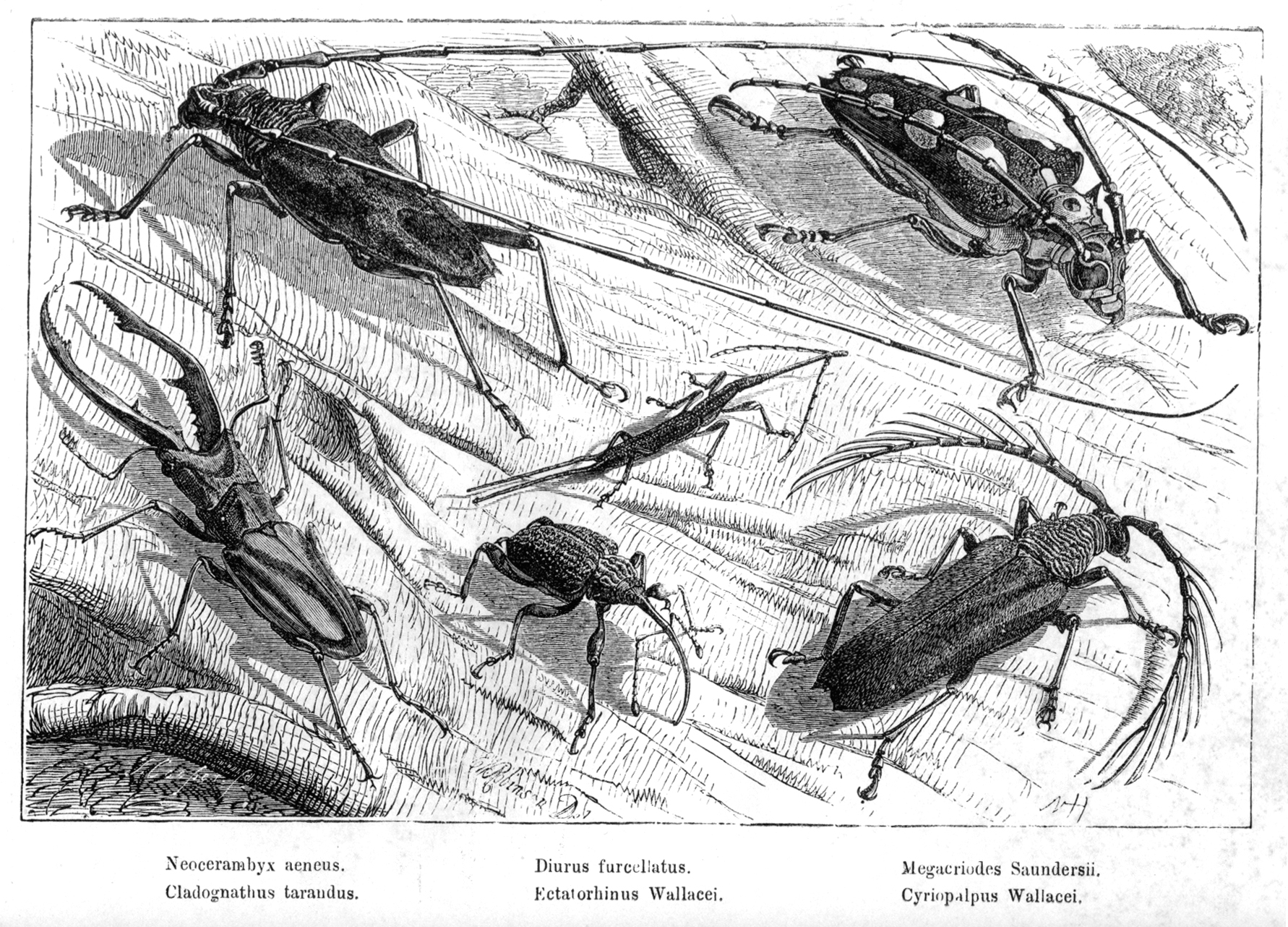
"Notable hallazgo de escarabajos en Simunjon, Borneo": Alfred Russel Wallace fue un pionero de la etnoentomología.

La etnoentomología se desarrolló a partir del siglo XIX con los primeros trabajos de autores como Alfred Russel Wallace (1852) y Henry Walter Bates (1862). El clásico de Hans Zinsser Ratas, piojos e historia (1935) demostró que los insectos eran una fuerza importante en la historia de la humanidad. Escritores como William Morton Wheeler, Maurice Maeterlinck y Jean Henri Fabre describieron la vida de los insectos y comunicaron su significado a la gente "con imaginación y brillantez". La obra de Frederick Simon Bodenheimer Insects as Human Food (1951) llamó la atención sobre el alcance y el potencial de la entomofagia, y mostró un aspecto positivo de los insectos. La alimentación es el tema más estudiado en etnoentomología, seguido de la medicina y la apicultura.

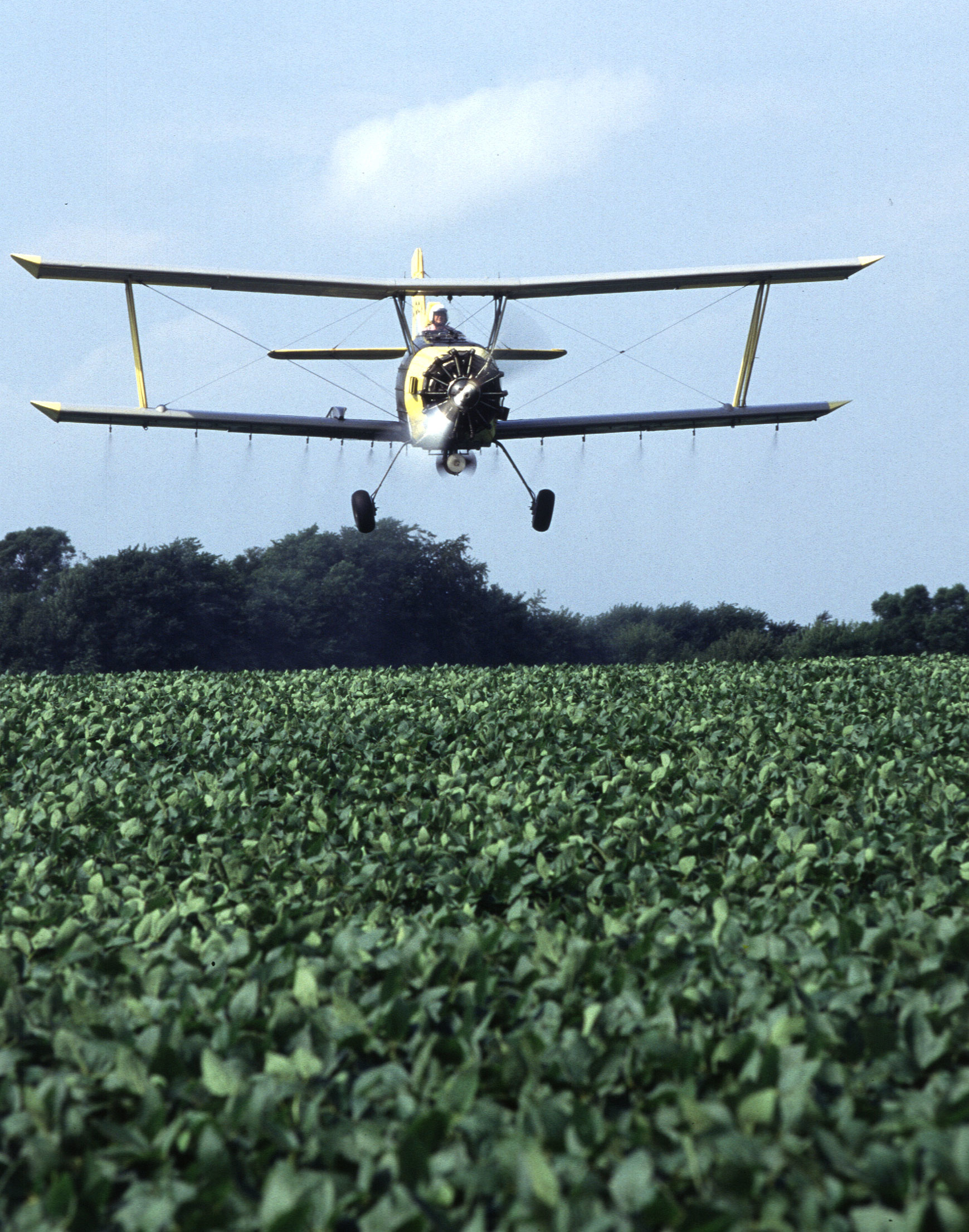
Lucha contra los insectos: un avión agrícola aplica cebos con bajo contenido en insecticida para acabar con el gusano de la raíz del maíz occidental.

En 1968, Erwin Schimitschek reivindicó la entomología cultural como una rama de los estudios sobre insectos, en una revisión de las funciones que desempeñaban los insectos en el folclore y la cultura, incluidas la religión, la alimentación, la medicina y las artes. En 1984, Charles Hogue trató el tema en inglés y, de 1994 a 1997, la publicación de Hogue The Cultural Entomology Digest sirvió de foro sobre el tema. Hogue argumentaba que "los humanos gastan sus energías intelectuales en tres áreas básicas de actividad: sobrevivir, utilizando el aprendizaje práctico (la aplicación de la tecnología); buscar el conocimiento puro mediante procesos mentales inductivos (ciencia); y perseguir la iluminación para saborear un placer mediante ejercicios estéticos que pueden denominarse "humanidades". La entomología se ha ocupado durante mucho tiempo de la supervivencia (entomología económica) y del estudio científico (entomología académica), pero la rama de la investigación que se ocupa de la influencia de los insectos (y otros artrópodos terrestres, incluidos los arácnidos y los miriápodos) en la literatura, el lenguaje, la música, las artes, la historia interpretativa, la religión y el ocio sólo ha llegado a ser reconocida como un campo distinto" gracias a la obra de Schimitschek. Hogue estableció los límites del campo al decir "La historia narrativa de la ciencia de la entomología no forma parte de la entomología cultural, mientras que la influencia de los insectos en la historia general se consideraría entomología cultural" Y añadía: "Dado que el término "cultural" se define de forma restrictiva, algunos aspectos que normalmente se incluyen en los estudios de las sociedades humanas quedan excluidos. "
Darrell Addison Posey, señalando que la frontera entre entomología cultural y etnoentomología es difícil de trazar, cita a Hogue para limitar la entomología cultural a la influencia de los insectos en "la esencia de la humanidad expresada en las artes y las humanidades". Posey señala además que la antropología cultural suele limitarse al estudio de las sociedades "avanzadas", industrializadas y alfabetizadas, mientras que la etnoentomología estudia "las preocupaciones entomológicas de las sociedades “primitivas” o “no civilizadas”". Posey afirma de inmediato que la división es artificial, y que va acompañada de un injustificado sesgo nosotros/ellos. Brian Morris critica igualmente la forma en que los antropólogos tratan las actitudes no occidentales ante la naturaleza como monádicas y espiritualistas, y las contraponen "de forma gnóstica" a un tratamiento simplista de la actitud occidental, a menudo mecanicista, del siglo XVII. Morris lo considera "bastante inútil, si no engañoso", y ofrece en su lugar su propia investigación sobre las múltiples formas en que los habitantes de Malawi se relacionan con los insectos y otros animales: "pragmática, intelectual, realista, práctica, estética, simbólica y sacramental"

## Beneficios y costes

### Servicios ecosistémicos de los insectos

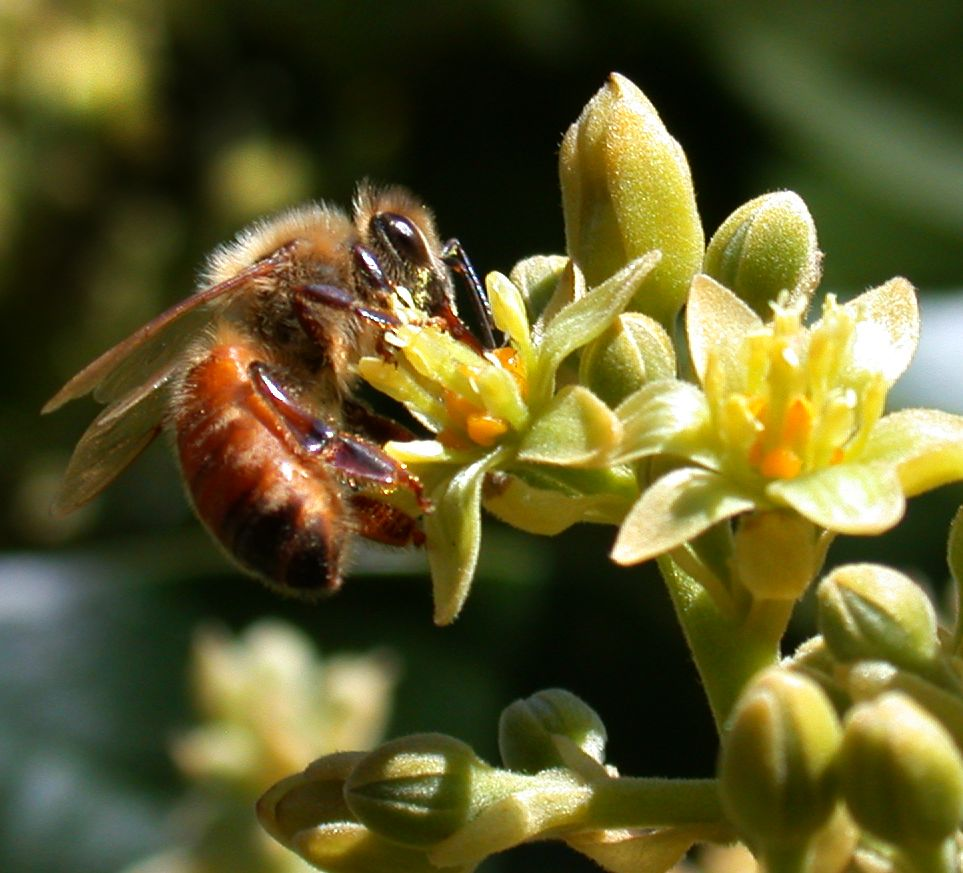
La polinización, aquí por una abeja en un cultivo de aguacate, es un servicio ecosistémico.

El informe de la Evaluación de los Ecosistemas del Milenio (EEM) de 2005 define los servicios ecosistémicos como los beneficios que las personas obtienen de los ecosistemas, y distingue cuatro categorías: de aprovisionamiento, de regulación, de apoyo y culturales. Un principio fundamental es que sólo unas pocas especies de artrópodos son bien conocidas por su influencia en el ser humano (como las abejas, las hormigas, los mosquitos y las arañas). Sin embargo, los insectos ofrecen bienes y servicios ecológicos. La Sociedad Xerces calcula el impacto económico de cuatro servicios ecológicos prestados por los insectos: polinización, recreo (es decir, "la importancia de los insectos para la caza, la pesca y la observación de la fauna, incluida la observación de aves"), enterramiento de estiércol y control de plagas. Su valor se ha estimado en 153.000 millones de dólares en todo el mundo. Como observó el experto en hormigas. E. O. Wilson "Si toda la humanidad desapareciera, el mundo volvería a regenerarse al rico estado de equilibrio que existía hace diez mil años. Si los insectos desaparecieran, el medio ambiente se hundiría en el caos" Un segmento de Nova en el Servicio Público de Radiodifusión estadounidense enmarcaba la relación con los insectos en un contexto urbano: "A los humanos nos gusta pensar que gobernamos el mundo. Pero incluso en el corazón de nuestras grandes ciudades, prospera una superpotencia rival... Estas diminutas criaturas viven a nuestro alrededor en grandes cantidades, aunque apenas reparamos en ellas. Pero, en muchos sentidos, son ellas las que realmente dirigen el espectáculo. The Washington Post afirmó: "Estamos volando a ciegas en muchos aspectos de la conservación del medio ambiente, y por eso nos sorprendemos tanto cuando una especie como la abeja melífera empieza a desplomarse, o un insecto que no queremos, el mosquito tigre asiático o la hormiga de fuego, aparece entre nosotros". En otras palabras: Empiecen a pensar en los bichos"

### Plagas y propaganda

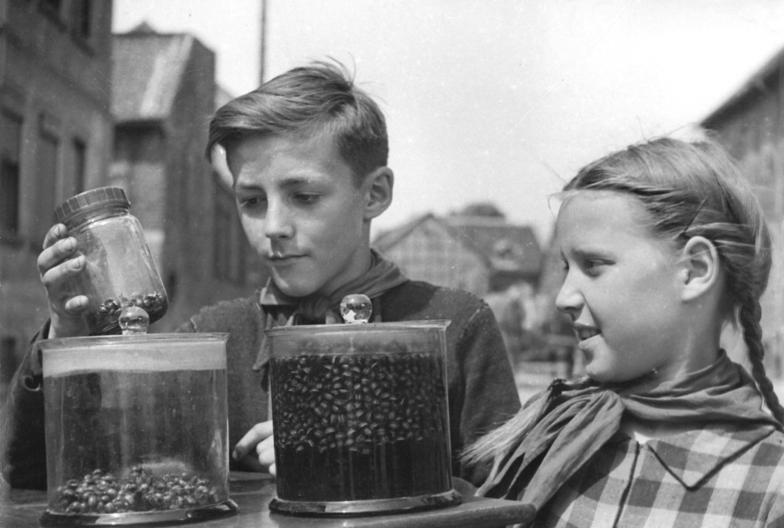
En la guerra contra el escarabajo de la patata, se instó a los Jóvenes Pioneros de Alemania Oriental a recoger y matar escarabajos de Colorado.

Las actitudes humanas hacia los insectos suelen ser negativas, reforzadas por el sensacionalismo de los medios de comunicación, lo que ha dado lugar a una sociedad que intenta eliminar a los insectos de la vida cotidiana. Por ejemplo, cada año se fabrican y venden casi 75 millones de libras de insecticidas de amplio espectro para su uso en hogares y jardines estadounidenses. Los ingresos anuales por la venta de insecticidas a los propietarios de viviendas superaron los 450 millones de dólares en 2004. De las aproximadamente un millón de especies de insectos descritas hasta ahora, no más de 1.000 pueden considerarse plagas graves, y menos de 10.000 (alrededor del 1%) son incluso plagas ocasionales. Sin embargo, ni una sola especie de insecto ha sido erradicada de forma permanente mediante el uso de pesticidas. Por el contrario, al menos 1.000 especies han desarrollado resistencia a los plaguicidas, y se ha causado un gran daño a insectos beneficiosos, incluidos polinizadores como las abejas.
Durante la Guerra Fría, los países del Pacto de Varsovia lanzaron una guerra generalizada contra el escarabajo de la patata, culpando de la introducción de la especie desde América a la CIA, demonizando a la especie en carteles de propaganda e instando a los niños a recoger los escarabajos y matarlos.

## Usos prácticos

### Como alimento

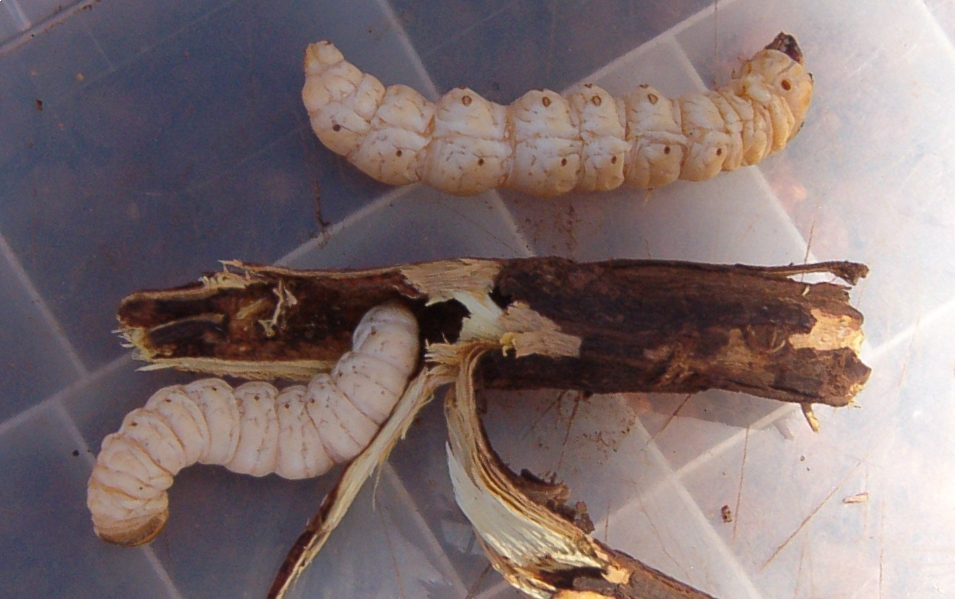
Las larvas de bruja eran apreciadas como alimento por el pueblo Arrente de Australia

La entomofagia consiste en comer insectos. Muchos insectos comestibles se consideran un manjar culinario en algunas sociedades del mundo, y la obra de Frederick Simon Bodenheimer Insects as Human Food (1951) llamó la atención sobre el alcance y el potencial de la entomofagia, pero esta práctica es poco común e incluso tabú en otras sociedades. A veces se considera que los insectos sólo son aptos para los pobres del Tercer Mundo, pero en 1975 Victor Meyer-Rochow sugirió que los insectos podrían ayudar a paliar la futura escasez mundial de alimentos y abogó por un cambio de actitud de Occidente hacia las culturas en las que los insectos eran apreciados como alimento. P. J. Gullan y P. S. Cranston opinan que el remedio para esto puede ser la comercialización de platos con insectos como adecuadamente exóticos y costosos para hacerlos aceptables. También señalan que algunas sociedades del África subsahariana prefieren las orugas a la carne de vacuno, mientras que Chakravorty et al. (2011), señalan que los insectos comestibles (muy apreciados en el noreste de la India) son más caros que la carne. Meyer-Rochow et al. (2008) han estudiado en un entorno laosiano los aspectos económicos, es decir, los costes que conlleva la recolección de insectos comestibles y el dinero que se gana con la venta de dichos insectos. En México, los gastrónomos buscan larvas de hormiga y huevos de barquero acuático coríxido como forma de caviar. En Guangdong, los escarabajos de agua alcanzan un precio lo bastante alto como para que estos insectos se cultiven. En Tailandia, la chinche gigante Lethocerus indicus alcanza precios especialmente altos.
Entre los insectos utilizados en la alimentación se encuentran las larvas y pupas de las abejas melíferas, los gusanos mopani, los gusanos de seda, los gusanos de Maguey, las larvas de Witchetty, los grillos, los saltamontes y las langostas. En Tailandia, hay 20.000 granjeros que crían grillos y producen unas 7.500 toneladas al año.

### En medicina

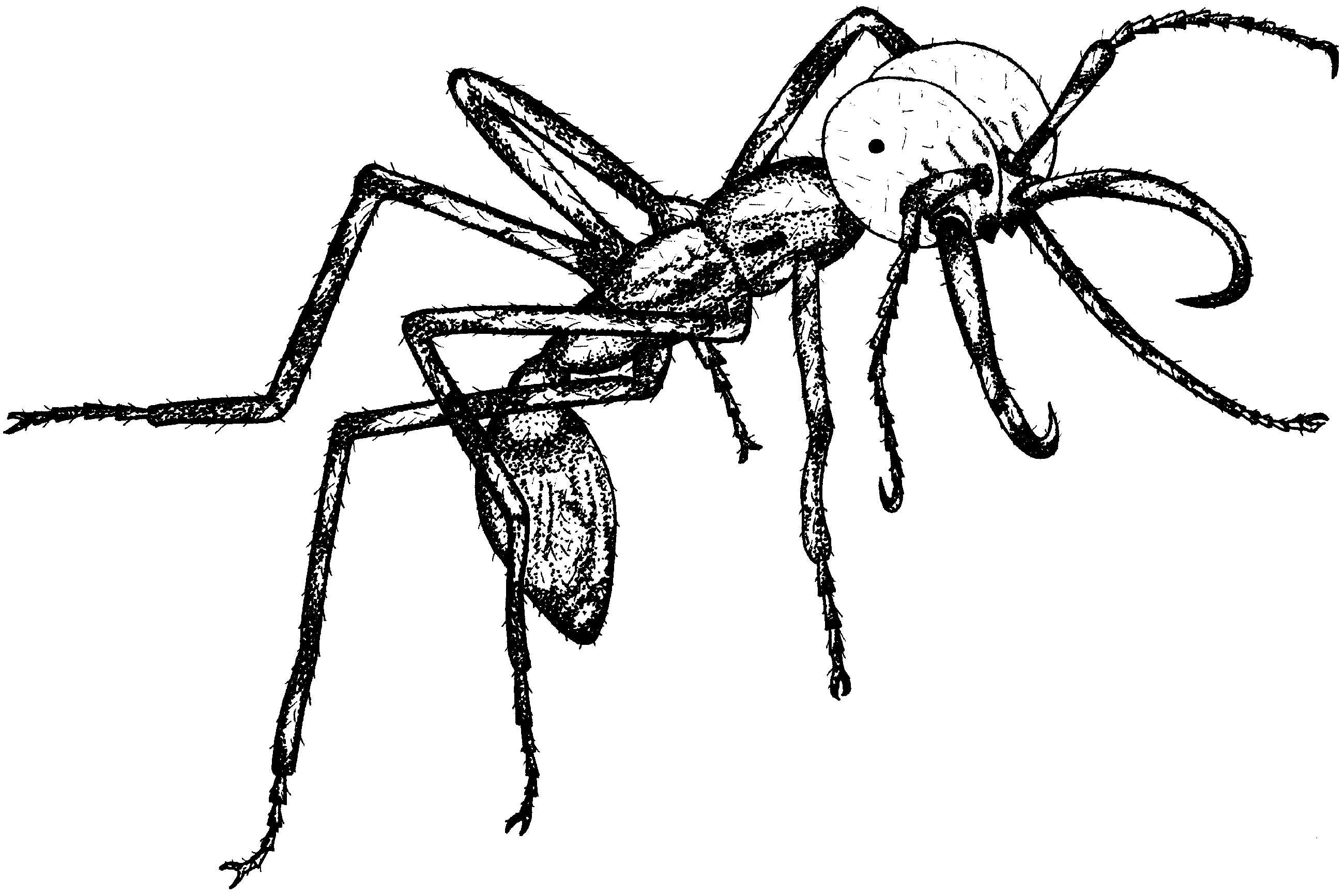
Las hormigas Eciton burchellii eran utilizadas por los mayas como suturas vivientes, ya que sus poderosas mandíbulas mantenían cerrada una herida.

Los insectos se han utilizado con fines medicinales en culturas de todo el mundo, a menudo según la Doctrina de las Firmas. Así, los fémures de los saltamontes, de los que se decía que se parecían al hígado humano, eran utilizados para tratar dolencias hepáticas por los pueblos indígenas de México. La doctrina se aplicaba tanto en la Medicina Tradicional China (MTC) como en el Ayurveda. La MTC utiliza artrópodos para diversos fines; por ejemplo, el ciempiés se emplea para tratar el tétanos, los ataques y las convulsiones, mientras que la hormiga negra de montaña china, Polyrhaphis vicina, se utiliza como remedio para todo, especialmente por los ancianos, y se han examinado extractos como posible agente anticancerígeno. El Ayurveda utiliza insectos como la termita para afecciones como úlceras, enfermedades reumáticas, anemia y dolor. Las larvas del minador de la hoja de Jatropha se utilizan hervidas para inducir la lactancia, reducir la fiebre y aliviar el tracto gastrointestinal. En cambio, la medicina tradicional de insectos de África es local y no está formalizada. Los pueblos indígenas de Centroamérica utilizaban una gran variedad de insectos con fines medicinales. Los mayas utilizaban soldados de hormiga como suturas vivientes. El veneno de la hormiga cosechadora roja se utilizaba para curar el reumatismo, la artritis y la poliomielitis a través de la reacción inmunológica producida por su aguijón. Las pupas de gusano de seda hervidas se tomaban para tratar la apoplejía, la afasia, la bronquitis, la neumonía, las convulsiones, las hemorragias y la micción frecuente.
Los productos de las abejas melíferas se utilizan con fines medicinales en apiterapia en toda Asia, Europa, África, Australia y América, a pesar de que la abeja melífera no se introdujo en América hasta la colonización por España y Portugal. Son, con diferencia, los productos medicinales de insectos más comunes tanto históricamente como en la actualidad, y el más frecuentemente referenciado de ellos es la miel.Se puede aplicar a la piel para tratar el exceso de tejido cicatricial, erupciones y quemaduras, y como cataplasma ocular para tratar infecciones.La miel se toma para problemas digestivos y como reconstituyente general de la salud. Se toma caliente para tratar resfriados, tos, infecciones de garganta, laringitis, tuberculosis y enfermedades pulmonares.La apitoxina (veneno de abeja melífera) se aplica mediante picaduras directas para aliviar la artritis, el reumatismo, la polineuritis y el asma.El propóleo, una mezcla resinosa y cerosa recogida por las abejas melíferas y utilizada como aislante y sellador de las colmenas, es consumido a menudo por las mujeres menopáusicas debido a su alto contenido hormonal, y se le atribuyen propiedades antibióticas, anestésicas y antiinflamatorias.La jalea real se utiliza para tratar la anemia, las úlceras gastrointestinales, la arteriosclerosis, la hipo e hipertensión y la inhibición de la libido.Por último, el pan de abeja, o polen de abeja, se consume como reconstituyente general de la salud y se dice que ayuda a tratar infecciones internas y externas. Uno de los principales péptidos del veneno de abeja, la melitina, tiene el potencial de tratar la inflamación en enfermos de artritis reumatoide y esclerosis múltiple.
El aumento de las infecciones resistentes a los antibióticos ha impulsado la investigación farmacéutica de nuevos recursos, entre ellos los artrópodos.
La terapia con gusanos utiliza larvas de moscardón para desbridar y limpiar heridas.
La cantaridina, el aceite causante de ampollas que se encuentra en varias familias de escarabajos descritos con el vago nombre común de mosca española, se ha utilizado como afrodisíaco en algunas sociedades.
Los insectos hematófagos como las garrapatas, los tábanos y los mosquitos inyectan múltiples compuestos bioactivos en sus presas. Estos insectos han sido utilizados durante mucho tiempo por los practicantes de la medicina oriental para prevenir la formación de coágulos sanguíneos o la trombosis, lo que sugiere posibles aplicaciones en la medicina científica. Se han asociado más de 1.280 familias de proteínas con la saliva de los organismos que se alimentan de sangre, incluidos inhibidores de la agregación plaquetaria, ADP, ácido araquidónico, trombina, PAF, anticoagulantes, vasodilatadores, vasoconstrictores, antihistamínicos, bloqueadores de los canales de sodio, inhibidores del complemento, formadores de poros, inhibidores de la angiogénesis, anestésicos, AMP y moléculas de reconocimiento de patrones microbianos, y potenciadores/activadores de parásitos.

### En ciencia y tecnología

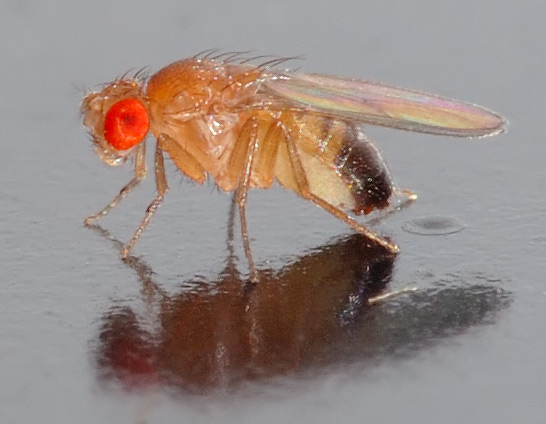
La mosca del vinagre Drosophila melanogaster es uno de los organismos modelo más utilizados en la investigación biológica.

Los insectos desempeñan un papel importante en la investigación biológica. Debido a su pequeño tamaño, corto tiempo de generación y alta fecundidad, la mosca de la fruta común Drosophila melanogaster fue seleccionada como organismo modelo para estudios de genética de eucariotas superiores. D. melanogaster ha sido parte esencial de estudios sobre principios como el ligamiento genético, las interacciones entre genes, la genética cromosómica, la biología evolutiva del desarrollo, el comportamiento animal y la evolución. Dado que los sistemas genéticos están bien conservados entre los eucariotas, la comprensión de procesos celulares básicos como la replicación del ADN o la transcripción en la mosca de la fruta ayuda a los científicos a entender esos procesos en otros eucariotas, incluido el ser humano. El genoma de D. melanogaster se secuenció en 2000, lo que refleja el importante papel de la mosca de la fruta en la investigación biológica. El 70% del genoma de la mosca es similar al genoma humano, lo que apoya la teoría darwiniana de la evolución a partir de un único origen de la vida.

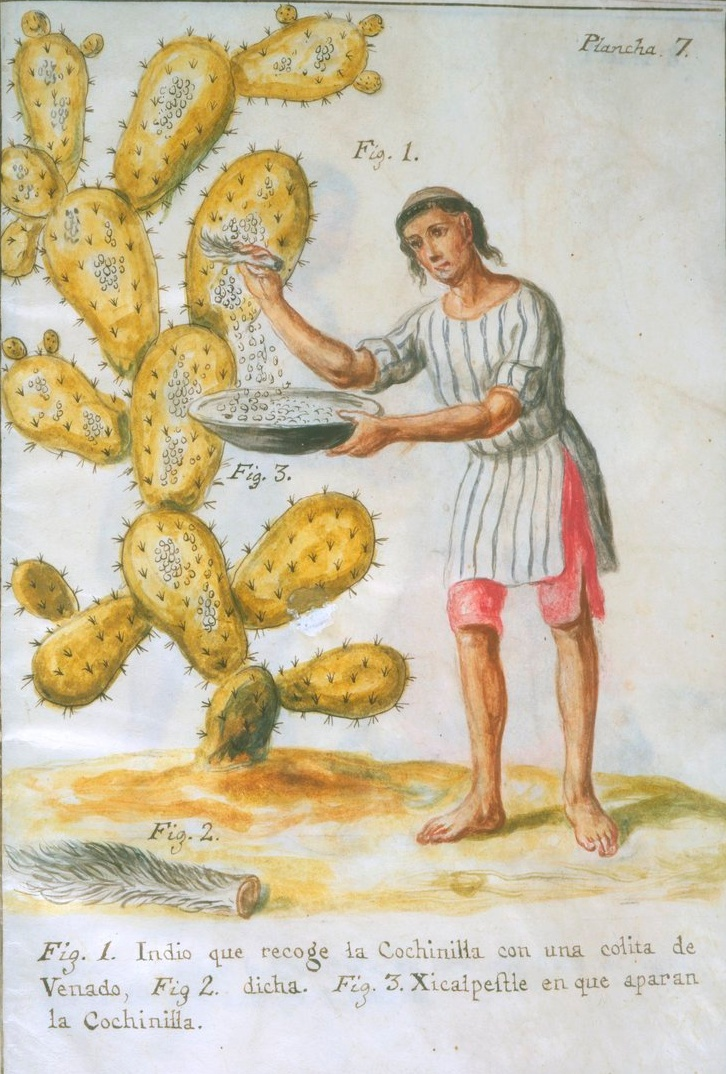
Cochinillas recogidas de un higo chumbo en América Central. Ilustración de José Antonio de Alzate y Ramírez, 1777

Algunos hemípteros se utilizan para producir colorantes como el carmín (también llamado cochinilla). La cochinilla Dactylopius coccus produce el ácido carmínico, de color rojo brillante, para disuadir a los depredadores. Se necesitan hasta 100.000 cochinillas para producir un kilo de cochinilla.
Se necesita un número similar de cochinillas para fabricar un kilogramo de goma laca, un colorante que se aplica con brocha y sirve para el acabado de la madera. Otros usos de este producto tradicional son el encerado de cítricos para prolongar su vida útil y el recubrimiento de píldoras para protegerlas de la humedad, proporcionar una liberación lenta o enmascarar el sabor de ingredientes amargos.
La kermes es un colorante rojo procedente de los cuerpos desecados de las hembras de una cochinilla del género Kermes, principalmente Kermes vermilio. Las kermes son originarias de la región mediterránea y viven de la savia de la carrasca. Los antiguos griegos y romanos las utilizaban como tinte rojo. El tinte de la coscoja es de un rojo intenso y tiene una buena solidez del color en la seda y la lana.

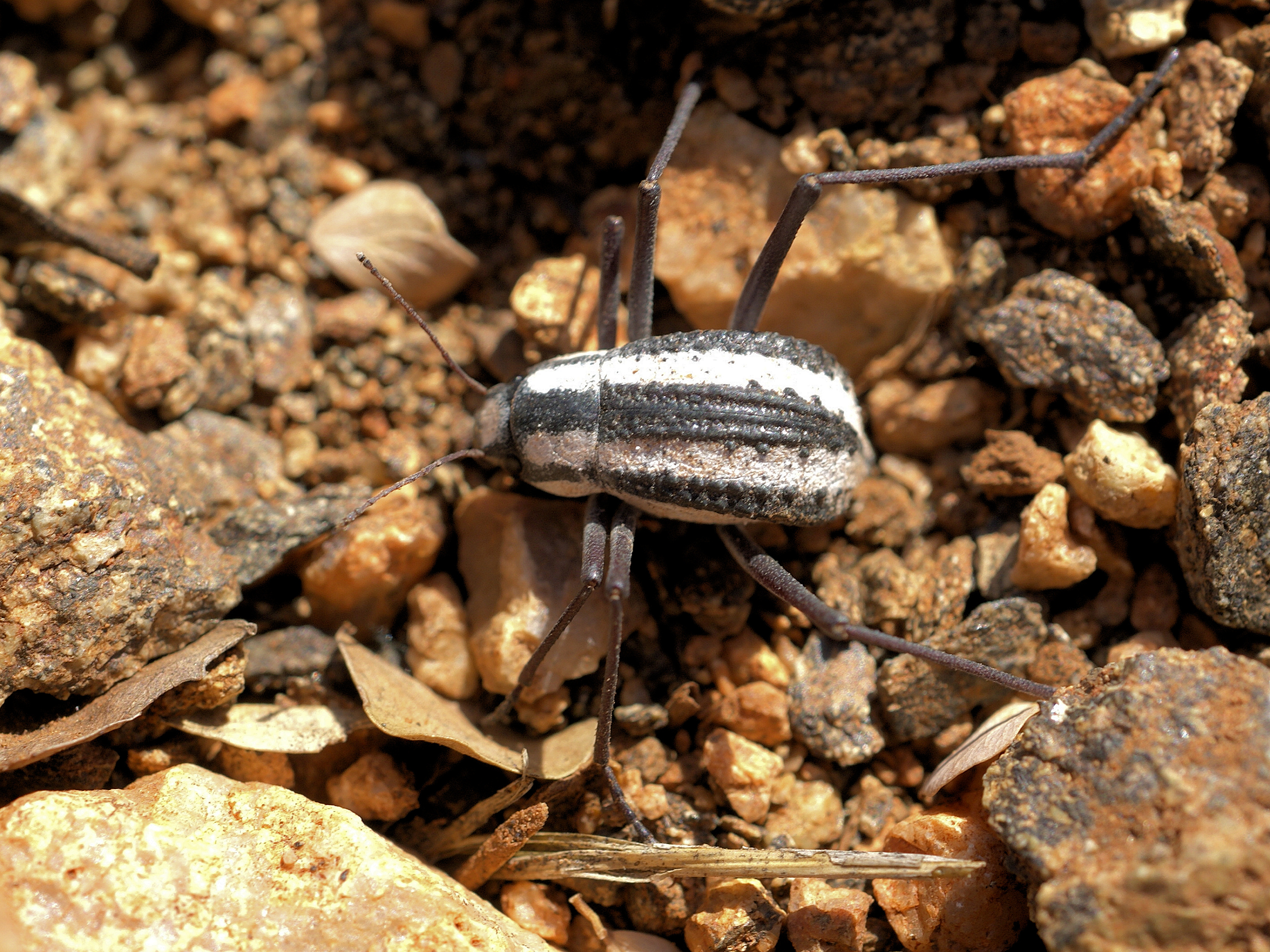
Objetivo de la investigación en biomimetismo: el escarabajo del desierto del Namib, Stenocara gracilipes, canaliza el agua de la niebla por sus alas.

A veces se imitan los atributos de los insectos en la arquitectura, como en el Eastgate Centre de Harare, que utiliza la refrigeración pasiva, almacenando calor por la mañana y liberándolo en las horas cálidas del día. El objetivo de esta pieza de biomimetismo es la estructura de los montículos de termitas como Macrotermes michaelseni, que enfría eficazmente los nidos de estos insectos sociales. Las propiedades del exoesqueleto del escarabajo del desierto de Namibia, en particular sus alas (élitros), que tienen protuberancias con puntas hidrófilas (que atraen el agua) y lados hidrófobos (que la expulsan), se han imitado en un revestimiento de película diseñado para el Ministerio de Defensa británico, para captar agua en regiones áridas.

### En textiles

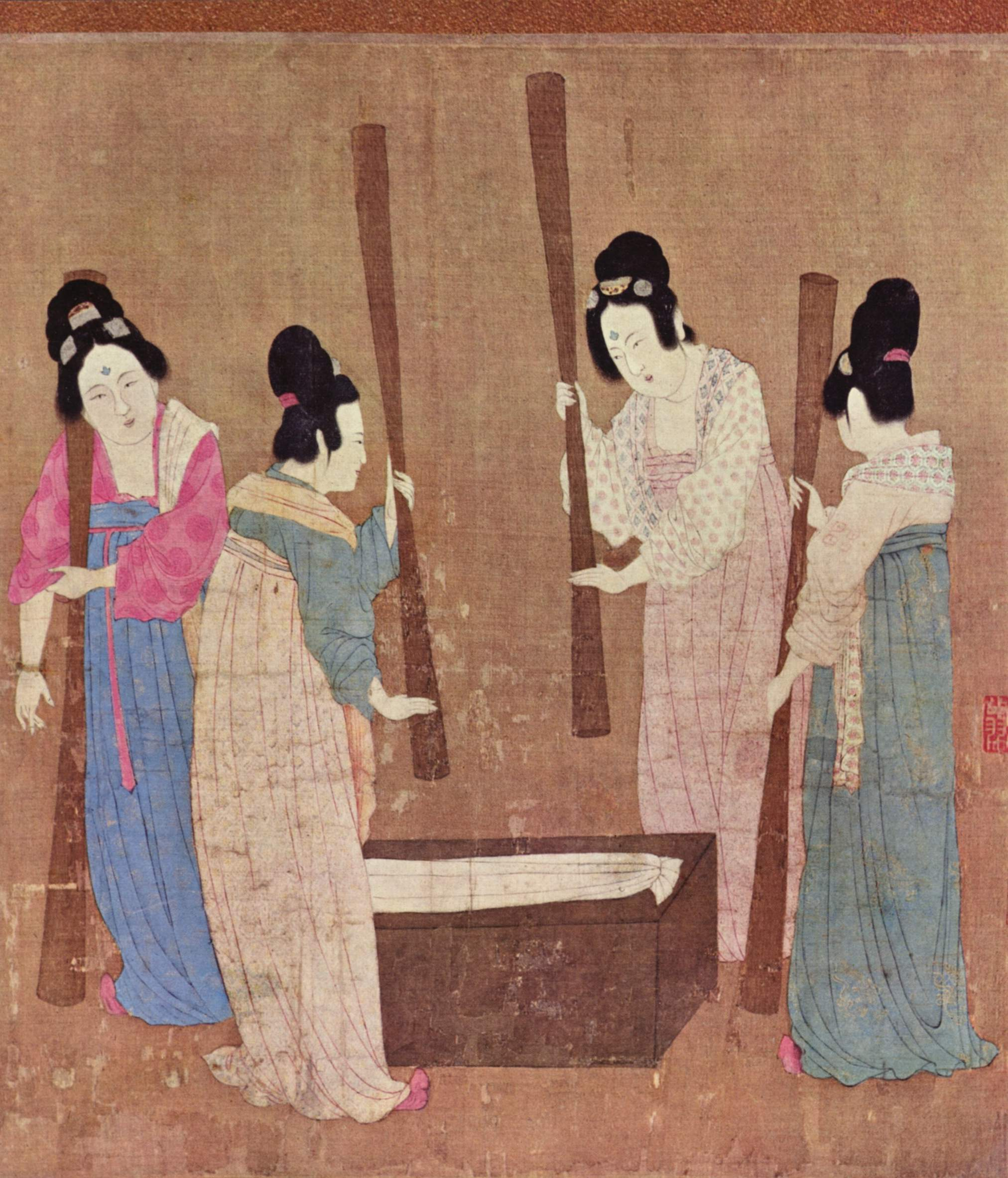
Damas de la corte preparando seda recién tejida, dinastía Song, 1100-1133

Los gusanos de seda, orugas y pupas de la polilla Bombyx mori, se crían para producir seda en China desde el periodo neolítico de Yangshao, hacia el año 5000 a. C. La producción se extendió a la India hacia el año 140 d. C. Las orugas se alimentan de hojas de morera. El capullo, producido tras la cuarta muda, está recubierto de un filamento continuo de la proteína de la seda, la fibroína, engomada con sericina. En el proceso tradicional, la goma se elimina sumergiéndola en agua caliente, y la seda se desenrolla del capullo y se enrolla. Los filamentos se hilan para fabricar el hilo de seda. El comercio de la seda entre China y los países occidentales comenzó en la antigüedad, como se sabe por una momia egipcia del año 1070 a. C., y más tarde por los antiguos griegos y romanos. La Ruta de la Seda que partía de China hacia el oeste se abrió en el siglo II d. C. y contribuyó a impulsar el comercio de la seda y otros productos.

### En la guerra
El uso de insectos para la guerra puede haberse intentado en la Edad Media o antes, pero fue investigado sistemáticamente por primera vez por varias naciones durante el siglo XX. Lo puso en práctica la Unidad 731 del ejército japonés en ataques a China durante la Segunda Guerra Mundial, matando a casi 500.000 chinos con pulgas infectadas de peste y moscas infectadas de cólera. También en la Segunda Guerra Mundial, franceses y alemanes exploraron el uso de escarabajos de Colorado para destruir las cosechas enemigas de patatas. Durante la Guerra Fría, el ejército estadounidense consideró la posibilidad de utilizar mosquitos de la fiebre amarilla para atacar ciudades soviéticas.

## Usos simbólicos

### En la mitología y el folclore

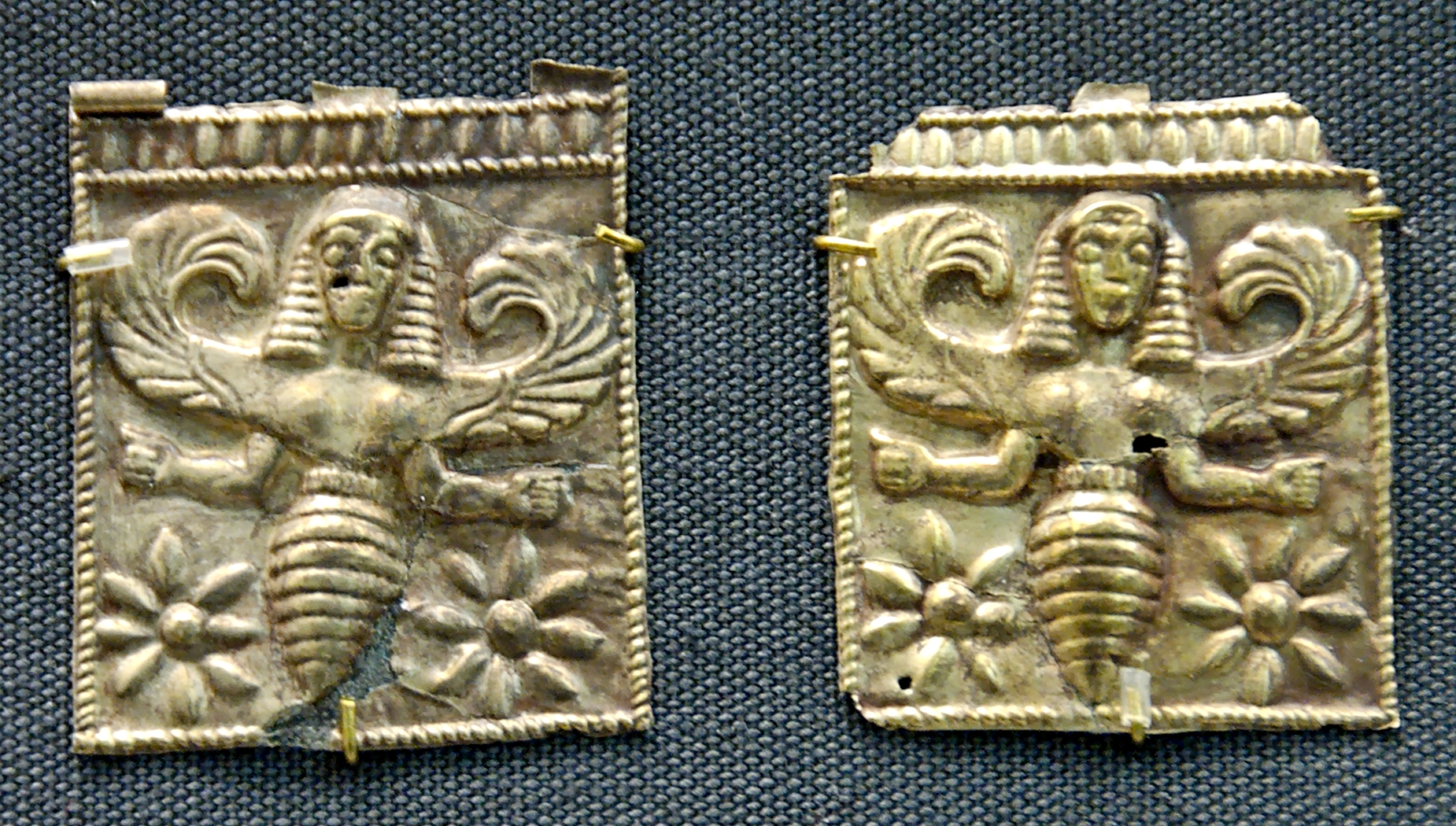
Placas de oro en relieve con diosas abejas aladas, tal vez las Trías, halladas en Camiros Rodas, datadas en el siglo VII a. C.

Los insectos han aparecido en la mitología de todo el mundo desde la antigüedad. Entre los grupos de insectos que aparecen en los mitos están la abeja, la mariposa, la cigarra, la mosca, la libélula, la mantis religiosa y el escarabajo escarabajo. Los escarabajos tenían un simbolismo religioso y cultural en el Antiguo Egipto, Grecia y algunas culturas chamánicas del Viejo Mundo. Los antiguos chinos consideraban a las cigarras símbolos de renacimiento o inmortalidad. En el Himno homérico a Afrodita, la diosa Afrodita cuenta la leyenda de cómo Eos, la diosa del amanecer, pidió a Zeus que permitiera a su amante Tithonus vivir para siempre como un inmortal. Zeus accedió a su petición, pero, como Eos olvidó pedirle que también hiciera a Tithonus inmortal, Tithonus nunca murió, pero envejeció.Finalmente, se volvió tan pequeño y arrugado que se convirtió en la primera cigarra.
En un antiguo poema sumerio, una mosca ayuda a la diosa Inanna cuando su marido Dumuzid es perseguido por demonios galla. Las moscas también aparecen en sellos de la antigua Babilonia como símbolos de Nergal, el dios de la muerte y las cuentas de lapislázuli con forma de mosca eran usadas a menudo por muchas culturas diferentes de la antigua Mesopotamia, junto con otros tipos de joyas con forma de mosca.La epopeya acadia de Gilgamesh contiene alusiones a las libélulas, que significan la imposibilidad de la inmortalidad.
Entre los Arrernte de Australia, las hormigas de la miel y los gusanos brujos servían como tótems personales del clan. En el caso de los bosquimanos san del Kalahari, la mantis religiosa tiene un gran significado cultural, que incluye la creación y la paciencia zen en la espera:

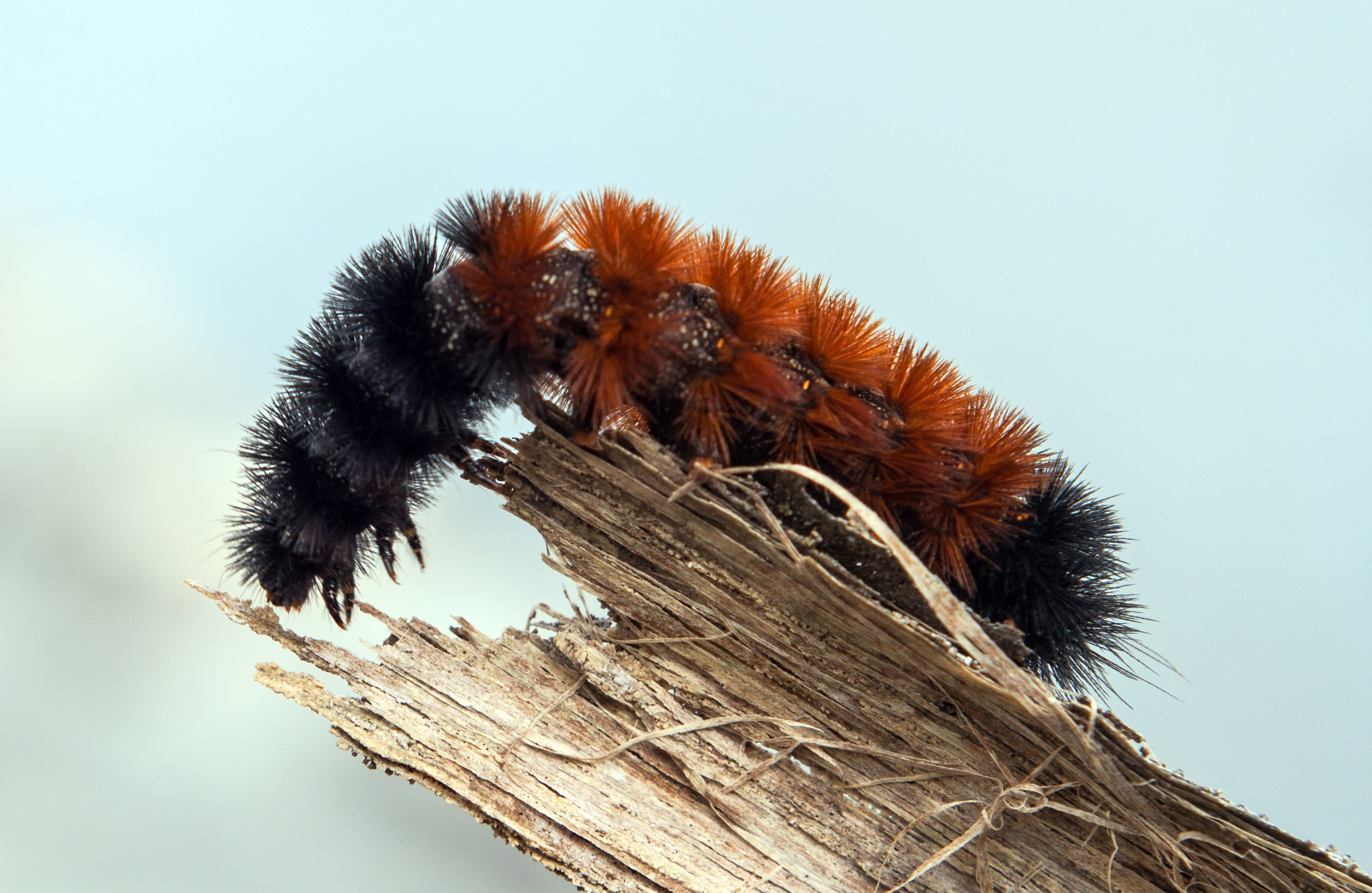
La larva de la oruga del oso lanudo de la polilla tigre isabela, Pyrrharctia isabella, se celebra en el Festival anual del Oso Lanudo de los Grandes Lagos de Estados Unidos.

Los insectos figuran en el folclore de todo el mundo. En China, los agricultores regulan tradicionalmente la siembra de sus cultivos en función del Despertar de los Insectos, cuando los cambios de temperatura y las lluvias monzónicas sacan a los insectos de su hibernación. La mayoría de las costumbres del "despertar" están relacionadas con la ingesta de aperitivos como tortitas, judías agostadas, peras y maíz frito, que simbolizan los insectos dañinos en el campo.

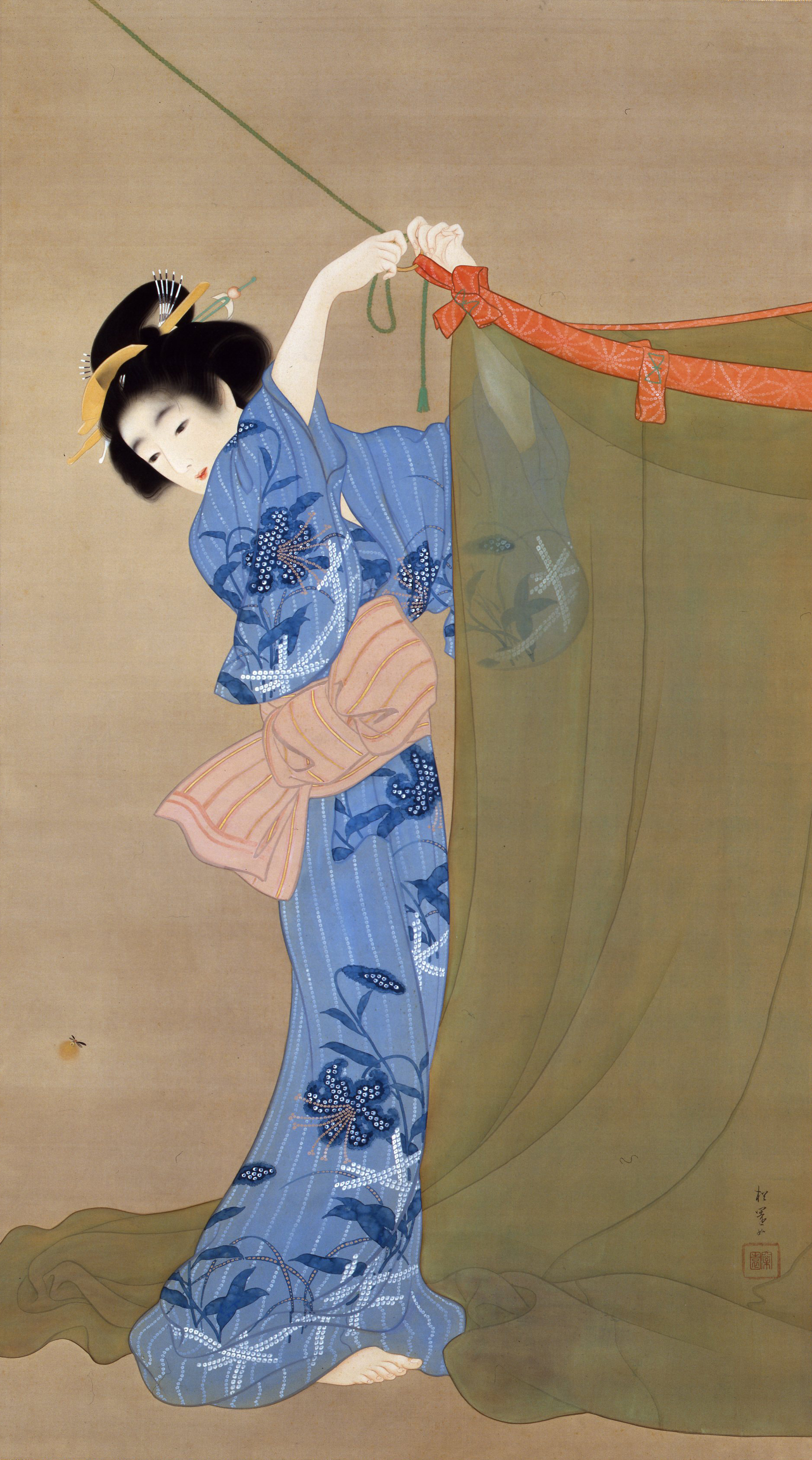
Shoen Uemura - luciérnaga, signo del verano en Japón

En la región de los Grandes Lagos de Estados Unidos se celebra anualmente, desde hace más de 40 años, el Festival del Oso Lanoso. Las larvas de la especie Pyrrharctia isabella (comúnmente conocida como polilla tigre isabella), con sus 13 segmentos distintos de color negro y marrón rojizo, tienen la reputación en el folclore común de ser capaces de predecir el tiempo invernal que se avecina.
Existe la idea errónea de que las cucarachas son graves vectores de enfermedades, pero, aunque pueden transportar bacterias, no viajan muy lejos y no pican ni muerden. Su caparazón contiene una proteína, la arilforina, implicada en el asma y otras afecciones respiratorias.
Entre los pescadores de altura de Greenock, en Escocia, existe la creencia de que si una mosca cae en un vaso del que una persona ha bebido o está a punto de beber, es un presagio seguro de buena suerte para el bebedor.
Está difundido el mito urbano de que la araña papilarga (Opiliones) tiene la mordedura más venenosa del mundo de las arañas, pero que los colmillos son demasiado pequeños para penetrar la piel humana. Esto es falso en varios aspectos. Ninguna de las especies conocidas de arañas cosechadoras tiene glándulas venenosas; sus quelíceros no son colmillos huecos, sino garras de agarre que suelen ser muy pequeñas y, desde luego, no lo bastante fuertes como para romper la piel humana.
En Japón, la aparición de luciérnagas y escarabajos rinoceronte significa el cambio anticipado de las estaciones.

### En la religión

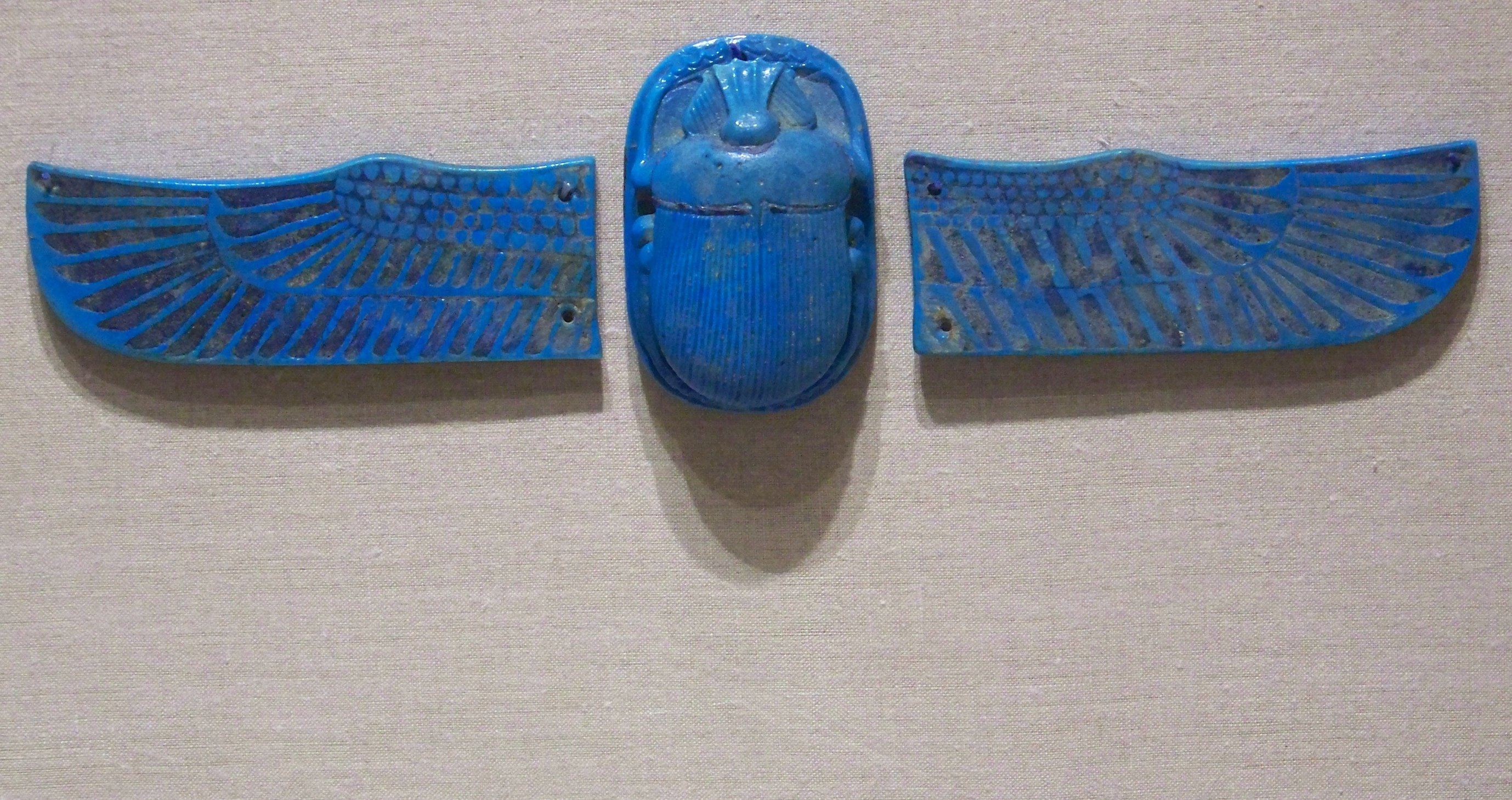
Escarabajo con alas separadas, c. 712-342 a. C.

En la Amazonia brasileña, se ha observado que los miembros de la familia lingüística tupí-guaraní utilizan hormigas Pachycondyla commutata durante ceremonias femeninas de rito de paso y recetan el aguijón de Pseudomyrmex spp. para la fiebre y el dolor de cabeza.
La hormiga cosechadora roja Pogonomyrmex californicus ha sido ampliamente utilizada por los nativos del sur de California y el norte de México durante cientos de años en ceremonias realizadas para ayudar a los miembros de la tribu a adquirir espíritus ayudantes mediante alucinaciones. Durante el ritual, los jóvenes son enviados fuera de la tribu y consumen grandes cantidades de hormigas vivas y sin masticar bajo la supervisión de un miembro anciano de la tribu. La ingestión de hormigas debe conducir a un prolongado estado de inconsciencia, en el que aparecen ayudantes espirituales que sirven de aliados al soñador para el resto de su vida.

### En el arte

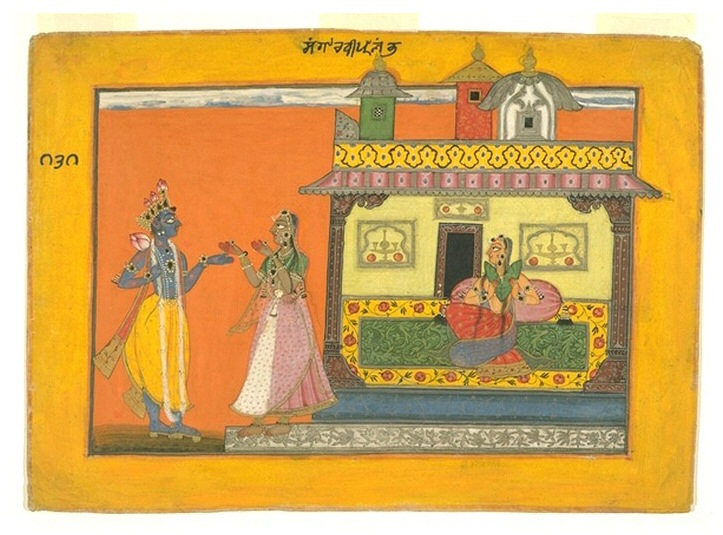
Radha y Krishna en Rasamanjari por Bhanudatta, Basohli, c. 1670. Acuarela opaca y oro sobre papel, con fragmentos de alas de escarabajo aplicados.

Tanto la forma simbólica como el cuerpo real de los insectos se han utilizado para adornar a los seres humanos en la Antigüedad y la Edad Moderna. Un tema recurrente en las culturas antiguas de Europa y Oriente Próximo era la imagen sagrada de una abeja o un ser humano con rasgos de insecto. A menudo denominadas la "diosa" abeja, estas imágenes se encontraban en gemas y piedras. Una gema de ónice de Cnosos (antigua Creta) que data aproximadamente del año 1500 a. C. ilustra una diosa abeja con cuernos de toro sobre la cabeza. En este caso, la figura está rodeada de perros con alas, que muy probablemente representan a Hécate y Artemisa, dioses del inframundo, similares a los dioses egipcios Akeu y Anubis.
El arte Beetlewing es una antigua técnica artesanal que utiliza alas de escarabajo iridiscentes y que se practica tradicionalmente en Tailandia, Myanmar, India, China y Japón. Las piezas de alas de escarabajo se utilizan como adorno de cuadros, tejidos y joyas. Dependiendo de la región, se utilizaban distintas especies de alas metálicas de escarabajos perforadores de la madera, pero tradicionalmente las más valoradas eran las de escarabajos pertenecientes al género Sternocera. Esta práctica procede de toda Asia y el Sudeste Asiático, especialmente de Tailandia, Myanmar, Japón, India y China. En Tailandia, las alas de escarabajo eran las preferidas para decorar la ropa (chales y telas Sabai) y las joyas en los antiguos círculos cortesanos.

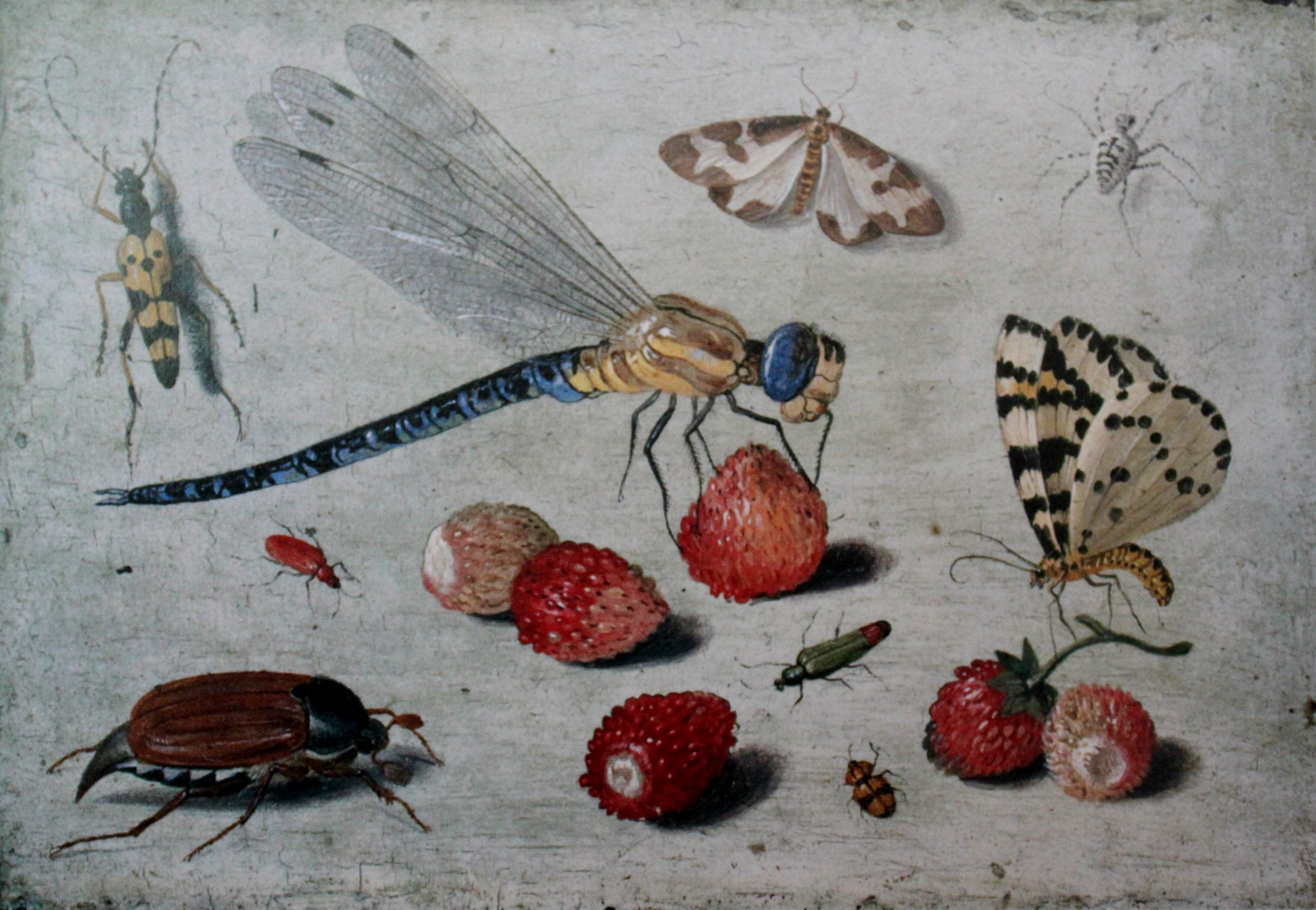
Una libélula, dos polillas, una araña y algunos escarabajos, con fresas silvestres, por Jan van Kessel,. Escarabajo avispa, arriba a la izquierda; polilla del borde nublado, arriba a la derecha; libélula migratoria y escarabajo cardenal, en el centro a la izquierda; polilla urraca, en el centro a la derecha; cucarachero, abajo a la izquierda.

En el libro de 1945 del entomólogo canadiense Charles Howard Curran, Insects of the Pacific World, se menciona a mujeres de la India y Sri Lanka que tenían como mascotas escarabajos cobrizos de color verdoso iridiscente de la especie Chrysochroa ocellata, de 1+1⁄2 pulgadas (38 mm) de largo. Estas joyas vivientes se llevaban en ocasiones festivas, probablemente con una pequeña cadena atada a una pata anclada a la ropa para evitar que se escaparan. Después, los insectos eran bañados, alimentados y alojados en jaulas decorativas. En México también se han usado escarabajos joya vivos y se han tenido como mascotas.
El naturalista Ian MacRae escribe sobre las mariposas:

...el animal es a la vez torpe, endeble, extraño, saltarín en vuelo, pero hermoso e inmensamente simpático; es dolorosamente transitorio, aunque capaz de migraciones y transformaciones extremas. Imágenes y frases como "inestabilidades caleidoscópicas", "oxímoron de similitudes", "arco iris rebeldes", "oscuridad visible" y "almas de piedra" tienen mucho en común. Unen los dos términos de una contradicción conceptual, facilitando así la mezcla de lo que deberían ser categorías discretas y mutuamente excluyentes... Al plantear tales cuestiones, la ciencia de las mariposas, un campo inagotable, complejo y finamente matizado, se convierte en algo parecido a la imaginación humana, o al propio campo de la literatura. En la historia natural del animal, empezamos a intuir sus posibilidades literarias y artísticas.
MacRae, Ian

.
El fotógrafo Kjell Sandved dedicó 25 años a documentar los 26 caracteres del alfabeto latino utilizando los patrones de las alas de mariposas y polillas en El alfabeto de las mariposas.
En 2011, la artista Anna Collette creó más de 10.000 insectos individuales de cerámica en el Castillo de Nottingham, "Revolviendo el enjambre". Las reseñas de la exposición ofrecieron una narrativa convincente para la entomología cultural: "el uso inesperado de materiales, los matices oscuros y el impacto directo de miles de múltiplos diminutos dentro del espacio. La exposición era a la vez exquisitamente bella y profundamente repulsiva, y esta extraña dualidad resultaba fascinante"

### En la literatura y el cine

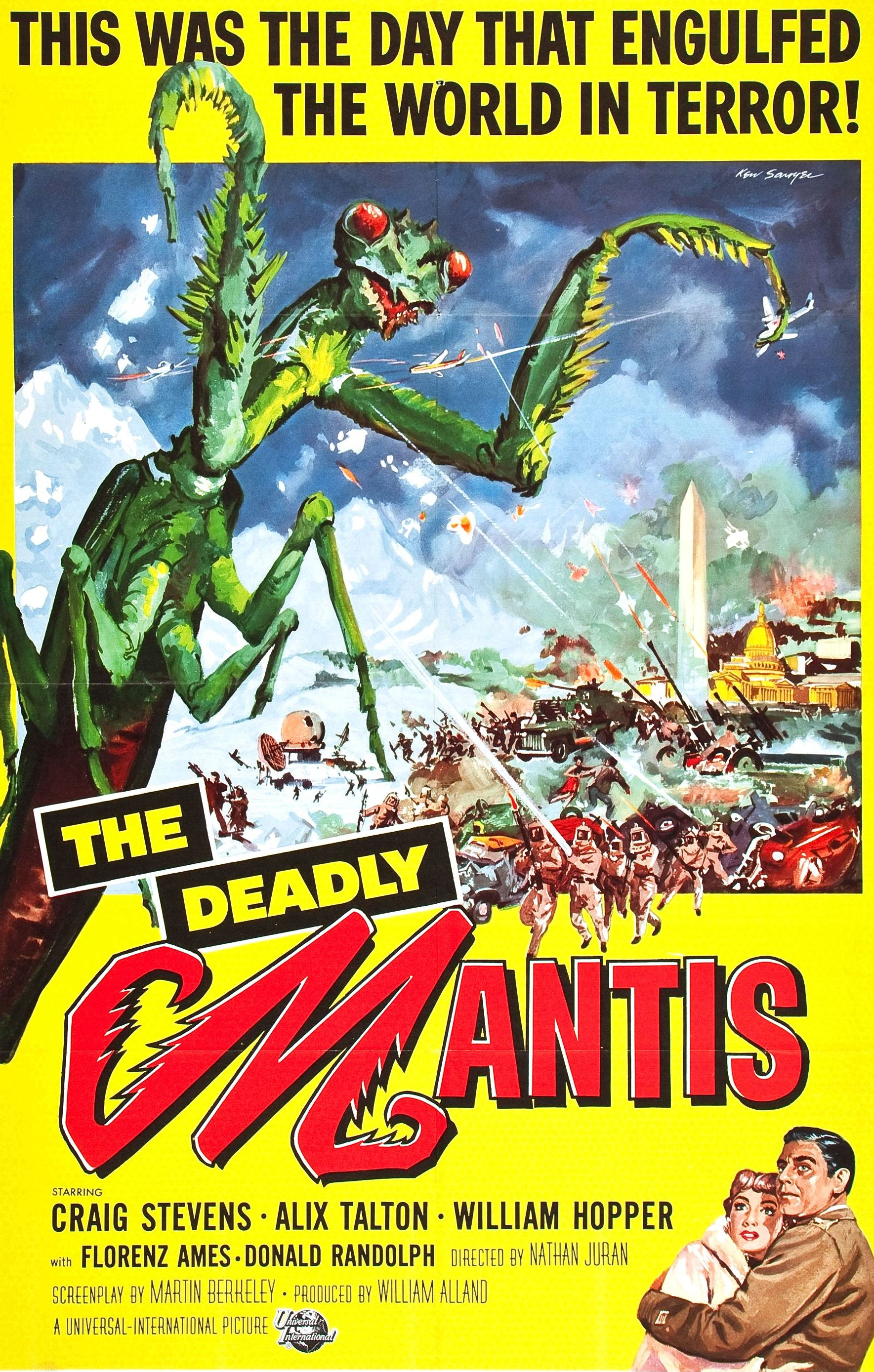
Cartel de la película de 1957 El monstruo alado

El dramaturgo griego Esquilo hace que un tábano persiga y atormente a Io, doncella asociada a la Luna, vigilada constantemente por los ojos del boyero Argos, asociado a todas las estrellas: "Io: ¡Ah! ¡Otra vez el pinchazo, la puñalada del tábano! Oh, tierra, tierra, escóndete, la forma hueca-Argus-esa cosa maligna-los cien ojos". William Shakespeare, inspirándose en Esquilo, presenta a Tom o'Bedlam en El rey Lear, "a quien el malvado demonio ha conducido a través del fuego y de las llamas, a través de vados y remolinos, por ciénagas y cenagales", enloquecido por la constante persecución. En Antonio y Cleopatra, Shakespeare compara la precipitada partida de Cleopatra del campo de batalla de Actium con la de una vaca perseguida por un tábano. H. G. Wells introdujo avispas gigantes en su novela de 1904 El alimento de los dioses y cómo llegó a la Tierra, haciendo uso de las recién descubiertas hormonas del crecimiento para dar verosimilitud a su ciencia ficción. El ensayo Mariposas de Lafcadio Hearn analiza el tratamiento de la mariposa en la literatura japonesa, tanto en prosa como en poesía. Observa que a menudo aluden a cuentos chinos, como el de la joven a la que las mariposas tomaron por una flor. Traduce 22 poemas haiku japoneses sobre mariposas, incluido uno del maestro haiku Matsuo Bashō, del que se dice que sugiere la felicidad en primavera: "¡Despierta! Te convertiré en mi camarada, mariposa dormida"
El novelista Vladimir Nabokov era hijo de un lepidopterista profesional, y él mismo se interesó por las mariposas. Escribió su novela Lolita durante sus viajes anuales para recoger mariposas en el oeste de Estados Unidos. Con el tiempo se convirtió en un destacado lepidopterista. Esto se refleja en su ficción, donde, por ejemplo, The Gift dedica dos capítulos enteros (de cinco) a la historia de un padre y su hijo en una expedición de mariposas.
Nabokov publicó e ilustró muchas especies de mariposas:

Descubrí en la naturaleza los placeres no utilitarios que buscaba en el arte. Ambos eran una forma de magia, ambos eran juegos de intrincados encantos y engaños.
Nabokov, Vladimir

Fue la complejidad estética de los insectos lo que llevó a Nabokov a rechazar la selección natural.
Entre las películas de terror con insectos, a veces llamadas "películas de grandes bichos", se incluye la pionera de 1954 ¡Ellos! de 1954, en la que aparecían hormigas gigantes mutadas por la radiación, y La mantis mortal, de 1957.
El lado más lejano, un cómic de periódico, ha sido utilizado por el profesor de Michael Burgett como herramienta didáctica en su clase de entomología; El lado más lejano y su autor, Gary Larson, han sido reconocidos por el biólogo Dale H. Clayton, su colega, por "la enorme contribución" que Larson ha hecho a su campo a través de sus viñetas.

### En música
Algunas piezas musicales populares e influyentes han tenido a los insectos como tema. El compositor francés del Renacimiento Josquin des Prez escribió una frottola titulada El Grillo, una de sus obras más cantadas. Es una de sus obras más cantadas. Nikolai Rimski-Kórsakov escribió el "Vuelo del abejorro" en 1899-1900 como parte de su ópera La historia del zar Saltán. La pieza es una de las más reconocibles de la composición clásica. El abejorro de la historia es un príncipe que se ha transformado en insecto para poder volar a visitar a su padre. La obra en la que se basa la ópera -escrita por Alexander Pushkin- tenía originalmente otros dos temas de insectos: el Vuelo del Mosquito y el Vuelo de la Mosca. El compositor húngaro Béla Bartók explicó en su diario que intentaba representar los desesperados intentos de escapar de una mosca atrapada en una telaraña en su obra From the Diary of a Fly, para piano (Mikrokosmos Vol. 6/142).
El músico de jazz y profesor de filosofía David Rothenberg toca a dúo con insectos cantores, como cigarras, grillos y escarabajos.

### En astronomía y cosmología

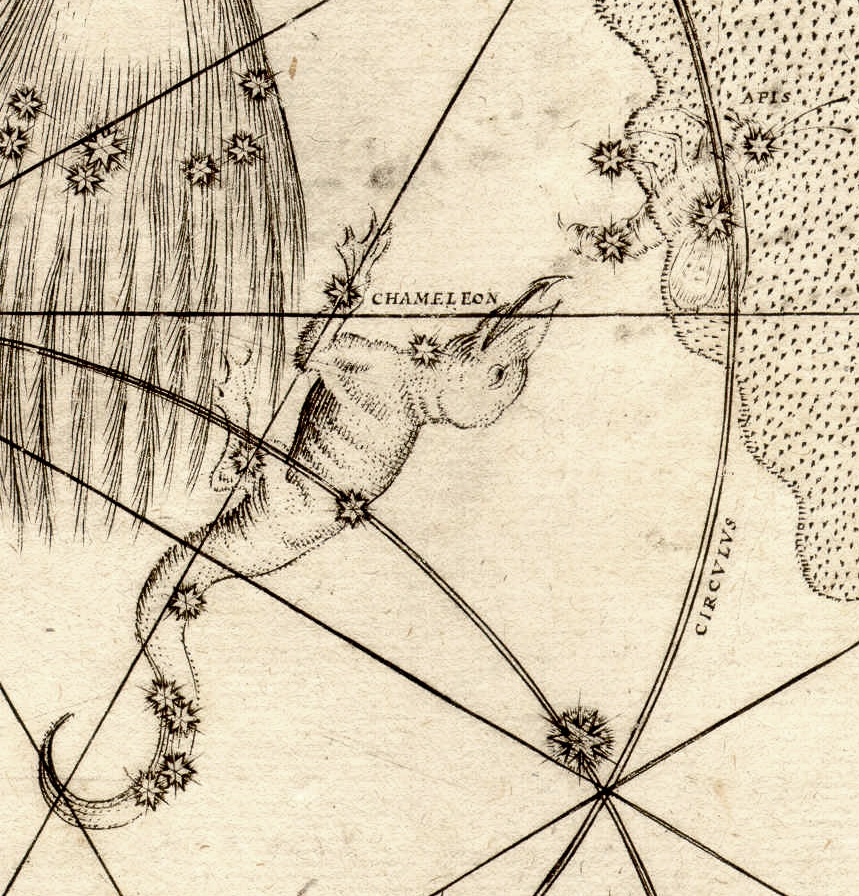
La constelación Musca (como Apis) está arriba a la derecha. Detalle de la Uranometría de Johann Bayer, 1603.

En astronomía, las constelaciones con nombres de artrópodos incluyen la zodiacal Scorpius, el escorpión, y Musca, la mosca, también conocida como Apis, la abeja, en el cielo austral profundo. Musca, la única constelación de insectos reconocida, fue bautizada por Petrus Plancius en 1597.

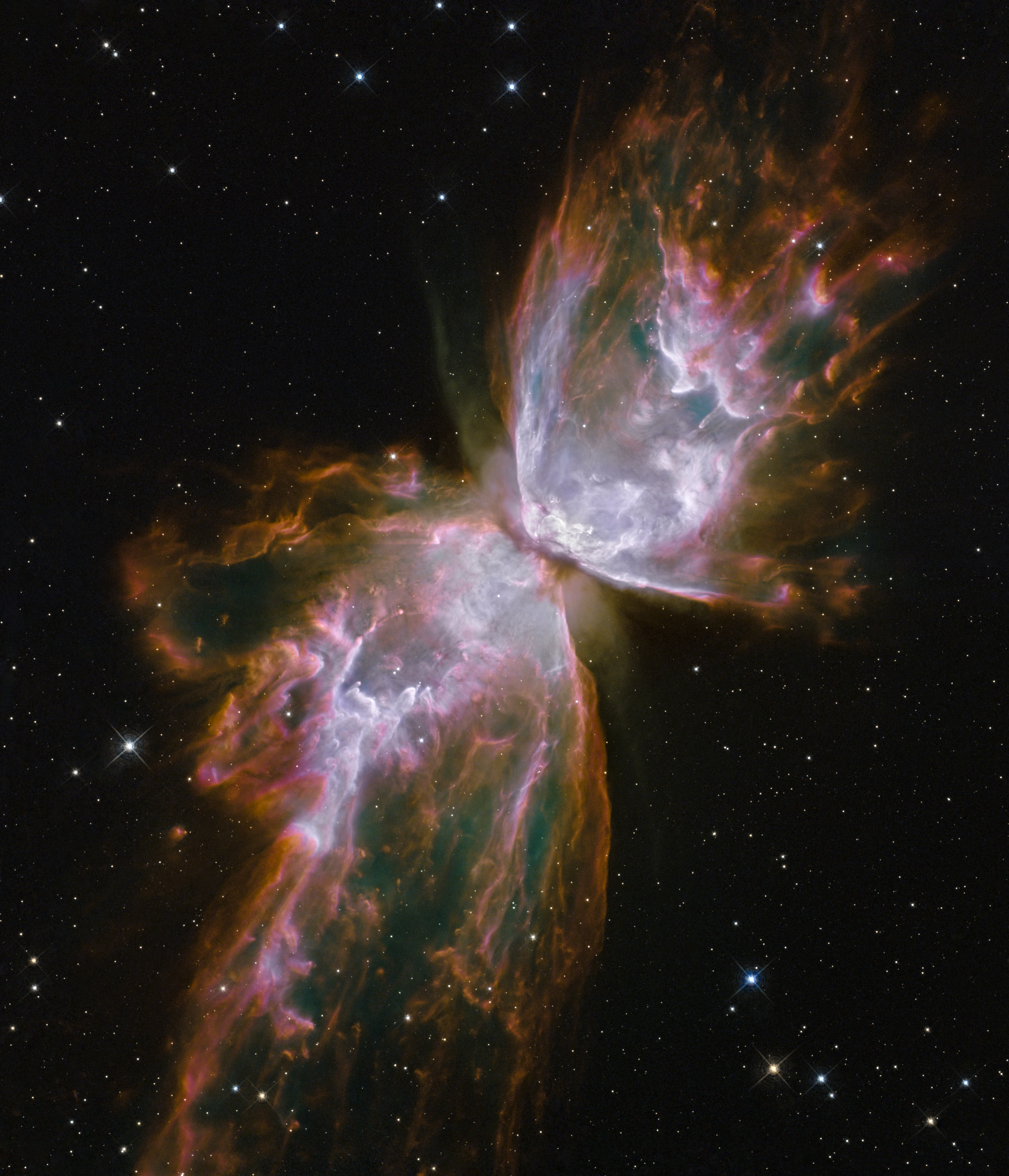
Nebulosa de la Mariposa, NGC 6302

"La Nebulosa de los Insectos", también llamada "Nebulosa de la Mariposa", es un descubrimiento más reciente. Conocida como NGC 6302, es una de las estrellas más brillantes y populares del universo; popular en el sentido de que sus características llaman la atención de muchos investigadores. Se encuentra en la constelación de Escorpio. Es perfectamente bipolar y, hasta hace poco, la estrella central era inobservable, nublada por el gas, pero se estima que es una de las más calientes de la galaxia: 200.000 grados Fahrenheit, quizá 35 veces más caliente que el Sol.
La abeja melífera desempeñaba un papel central en la cosmología de los mayas. La figura de estuco de los templos de Tulum conocida como "Ah Mucen Kab" -el Dios Abeja Buceadora- se asemeja al insecto del Códice Tro-Cortesiano identificado como una abeja. Tales relieves podrían haber indicado ciudades y pueblos productores de miel. Las autoridades mayas modernas afirman que la figura también guarda relación con la cosmología moderna. El experto en mitología maya Migel Ángel Vergara cuenta que los mayas creían que las abejas procedían de Venus, el "Segundo Sol". El relieve podría ser indicativo de otra "deidad insecto", la de Xux Ex, la "estrella avispa" maya. Los mayas encarnaban a Venus en la forma del dios Kukulkán (también conocido como Gukumatz y Quetzalcoatl o relacionado con ellos en otras partes de México), Quetzalcoatl es una deidad mesoamericana cuyo nombre en náhuatl significa "serpiente emplumada". Este culto fue la primera religión mesoamericana que trascendió las antiguas divisiones lingüísticas y étnicas del Periodo Clásico. Este culto facilitó la comunicación y el comercio pacífico entre pueblos de muy diferentes orígenes sociales y étnicos. Aunque el culto se centró originalmente en la antigua ciudad de Chichén Itzá, en el actual estado mexicano de Yucatán, se extendió hasta el altiplano guatemalteco.

### En trajes
Los disfraces de abejas y otros insectos se utilizan en diversos países para fiestas, carnavales y otras celebraciones.

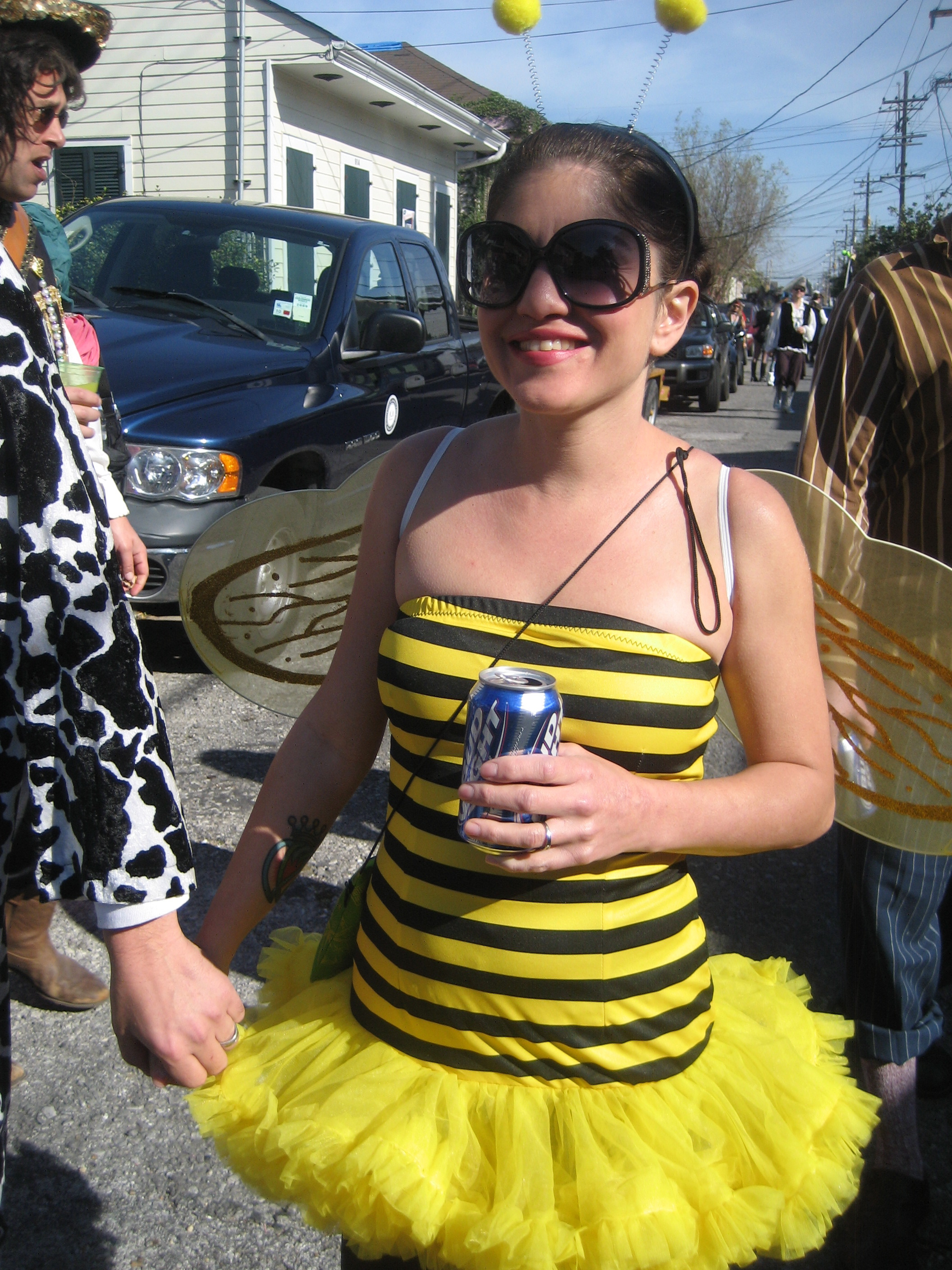
Un disfraz de abeja para una fiesta de carnaval

Ovo es una producción con temática de insectos de la mundialmente conocida compañía de entretenimiento canadiense Cirque du Soleil. El espectáculo se centra en el mundo de los insectos y su biodiversidad, donde llevan a cabo su vida cotidiana hasta que aparece un misterioso huevo en medio de ellos, cuando los insectos se asombran ante este objeto icónico que representa el enigma y los ciclos de sus vidas. El vestuario era una fusión de tipos corporales de artrópodos mezclados con armaduras de superhéroes. Liz Vandal, la diseñadora de vestuario principal, siente una afinidad especial por el mundo de los insectos:

Cuando era pequeña, ponía piedras en el patio, cerca de los árboles frutales, y las levantaba a menudo para observar a los insectos que se habían instalado debajo de ellas. Acariciaba orugas y dejaba entrar mariposas en casa. Así que cuando supe que OVO se inspiraba en los insectos, supe inmediatamente que estaba en una posición perfecta para rendir homenaje a este majestuoso mundo con mis trajes. Todos los insectos son bellos y perfectos; es lo que evocan para cada uno de nosotros lo que cambia nuestra percepción de ellos.
Vandal, Liz

La serie de vídeos Green Porno, ganadora de un premio Webby, se creó para mostrar los hábitos reproductivos de los insectos. Jody Shapiro y Rick Gilbert se encargaron de plasmar la investigación y los conceptos que Isabella Rossellini imaginó en los trajes de papel y pasta que contribuyen directamente al estilo visual único de la serie. La serie de películas fue impulsada por la creación de trajes para traducir la investigación científica en "algo visual y cómo hacerlo cómico"